# Bayes Impact
Bayes Impact est une organisation non gouvernementale créée par Paul Duan, Eric Liu et Pascal Corpet. Elle commence ses activités aux États-Unis en 2014 puis se développe en Europe et plus particulièrement en France depuis 2016.
L'objectif de Bayes Impact est d'utiliser les technologies de la science des données, comme l'intelligence artificielle et le big data afin de répondre à des problématiques sociales.

## Historique
Lancée en avril 2014 aux États-Unis, Bayes Impact intègre quelques mois plus tard Y Combinator en tant qu'ONG, l'un des incubateurs de startup les plus prestigieux de la Silicon Valley.
La même année, l’ONG aide l’institut de microfinance Zidisha opérant en Afrique à rendre leurs prêts plus accessibles et diminuer les tentatives de fraudes sur la plateforme,.
En 2016, Bayes Impact lance avec le département de la justice de Californie, URSUS, une plateforme en ligne de collecte des données, favorisant plus de transparence sur les usages de la force par les policiers. En 2019, URSUS est présente dans plus de 800 agences de police en Californie.
En novembre 2016, l’ONG lance Bob (anciennement Bob Emploi) en France. Cette plateforme, gratuite et open-source, permet d’accompagner les demandeurs d'emploi en utilisant les données anonymisées de Pôle emploi et en automatisant la distribution de contenus d’accompagnement. En Juillet 2019, Bob compte près de 200 000 utilisateurs. Surnommé Big Buzzer par le Canard Enchaîné, un institut rattaché au Ministère chargé de la jeunesse conclue que l'initiative de Paul Duan "n'a pas d'impact" dans une évaluation de près de 150 pages.
Aux États-Unis, Bayes Impact a également participé à des travaux de recherche concernant les parcours de santé des patients bénéficiant de Medicare ou encore sur l'optimisation des trajets des ambulances grâce à des algorithmes proches de ceux utilisés par Uber.

## Financement
Bayes Impact est une ONG principalement financée par de la philanthropie, des dons individuels et dons de fondations. Parmi les organisations ayant soutenu Bayes Impact, figure notamment la fondation Bill and Melinda Gates, Google.org, ou encore la fondation La France s'engage.

## Service public citoyen
Bayes Impact a développé plusieurs activités d’intérêt général. Pour donner un cadre à ses actions, l’ONG s’est structurée autour du concept de Service Public Citoyen, notamment expliqué dans une note rédigée en juin 2018. Ce pacte a pour ambition de faciliter l’engagement des citoyens dans la création de nouveaux services publics.
La note a notamment été soutenue par Gilles Babinet, Sébastien Soriano, Paula Forteza ou encore Christophe Robert.